# أبسوج
أبسوج، هي إحدى القرى التابعة لمركز الفشن في محافظة بني سويف في جمهورية مصر العربية. حسب إحصاءات سنة 2006، بلغ إجمالي السكان في أبسوج 10796 نسمة، منهم 5636 رجلا و5160 امرأة.

## التاريخ
ذكر المُؤرخ الجُغرافي ياقوت الحموي قرية أبسوج قائلًا:
| أبسوج | أبسوج بالفتح ثم السكون وآخره جيم اسم قرية بالصعيد على غربي النيل. قال أبو علي التنوخي حدثني من أثق به وهو أبو عبد الله الحسين بن عثمان الخرقي الحنبلي قال توجهت إلى الصعيد في سنة 953هـ فرأيت في باب ضيعة لأبي بكر علي بن صالح الروذباري تعرف بأبسوج شارعة على النيل بين القيس والبهنسا صورة فارة في حجر والناس يجيئون بطين من طين النيل فيطبعون فيه تلك الصورة يحملونه إلى بيوتهم فسألت عن ذلك فقيل لي ظهر عن قريب من سنيات هذا الطلسم وذاك أنه كان مركب فيه شعير تحت هذه البيعة فقصد صبي من المركب ليلعب فأخذ من هذا الطين وطبع الفارة ونزل بالطين المطبوع المركب فلما حصل فيه تبادر فار المركب يظهرون ويرمون أنفسهم في الماء، فعجب الناس من ذلك وجربوه في البيوت فكان أي طابع حصل في دار لم تبق فيها فارة إلا خرجت فتقتل أو تفلت إلى موضع لا صورة فيه فكثر الناس أخذ الصورة في الطين وتركها في منازلهم حتى لم تبق فارة في الطرق والشوارع وشاع ذلك وذاع في البلدان | أبسوج |

## طالع أيضًا
- محافظة بني سويف
- قائمة قرى محافظة بني سويف